# Anandamide
L'anandamide, o arachidonoiletanolammide (AEA), fa parte di una nuova classe di mediatori lipidici, ad azione prevalentemente autocrina e paracrina, collettivamente noti come endocannabinoidi.

L'AEA è un neuro-modulatore che mima gli effetti dei composti psicoattivi presenti nella cannabis,  noti come cannabinoidi. Questo composto, il cui nome deriva dal sanscrito "ānanda", beatitudine interiore, è stato isolato e caratterizzato dal chimico ceco Lumír Ondřej Hanuš e dal farmacologo americano William Anthony Devane  nel laboratorio di Raphael Mechoulam dell'Università di Gerusalemme nel 1992. 
L'anandamide è principalmente prodotta a partire dal fosfolipide N-arachidonoil-fosfatidiletanolammina (NarPE), per mezzo di una via metabolica in cui entrano in gioco gli enzimi N-aciltransferasi e fosfodiesterasi NAPE-PLD (N-Arachidonil-fosfatidiletanolamina fosfolipasi di tipo D).

L'inattivazione invece è promossa da un'idrolisi catalizzata dall'enzima FAAH (Amide Idrolasi degli Acidi Grassi) con conseguente formazione di acido arachidonico ed etanolammina.
La sua localizzazione nel SNC è a livello della membrana postsinaptica e se liberata lega i recettori presinaptici CB1 agendo quindi in maniera retrograda.
La sua presenza è stata inoltre osservata nel plasma suggerendo anche un suo ruolo di tipo ormonale.